# Heliopolische stijl
De Heliopolische stijl is een bouwstijl met een duidelijke mix van typische Oosterse, Moorse, Arabische en Europese stijlkenmerken. Ze komt voor in een relatief welafgelijnd gebied, namelijk het oosten van Caïro, in de stadswijk Heliopolis. Deze wijk werd in 1905 uitgebreid tot een aparte stad door toedoen van de Belgische industrieel Édouard Empain. De gebruikte stijl wordt als zeer typisch en uniek ervaren op architecturaal en decoratief vlak. 
De grote lanen en paleizen in Heliopolis zijn duidelijk geïnspireerd op de boulevards in West-Europese steden. Ook in de architectuur en decoratie zijn duidelijke invloeden terug te vinden die passen binnen de art deco.
De Franse architecten Alexandre Marcel en Georges-Louis Claude stonden samen met de Egyptische architect Habib Ayrout in voor de praktische uitwerking. Het is vooral onder impuls van deze laatste dat de architectuur doorspekt zit met Egyptische (Moorse en Arabische) en oriëntaalse (bijvoorbeeld bij de Hindoevilla) elementen. Veel aandacht gaat uit naar grote terrassen en balkons (veelal ondersteund met zuilen en pilaren), immense tuinen en galerijen met zuilengangen. De voorgevels zijn duidelijk beïnvloed door Arabische stijlelementen.
Een voorbeeld van deze esthetische samenhang van verschillende stijlen is het Heliopolis Palace Hotel met 300 suites en 54.000 m² tuinen ontworpen door de Belgische architect Ernest Jaspar. Een waar huzarenstukje was de overkoepelde balzaal (op dat moment de grootste balzaal ter wereld).

## De Hindoevilla

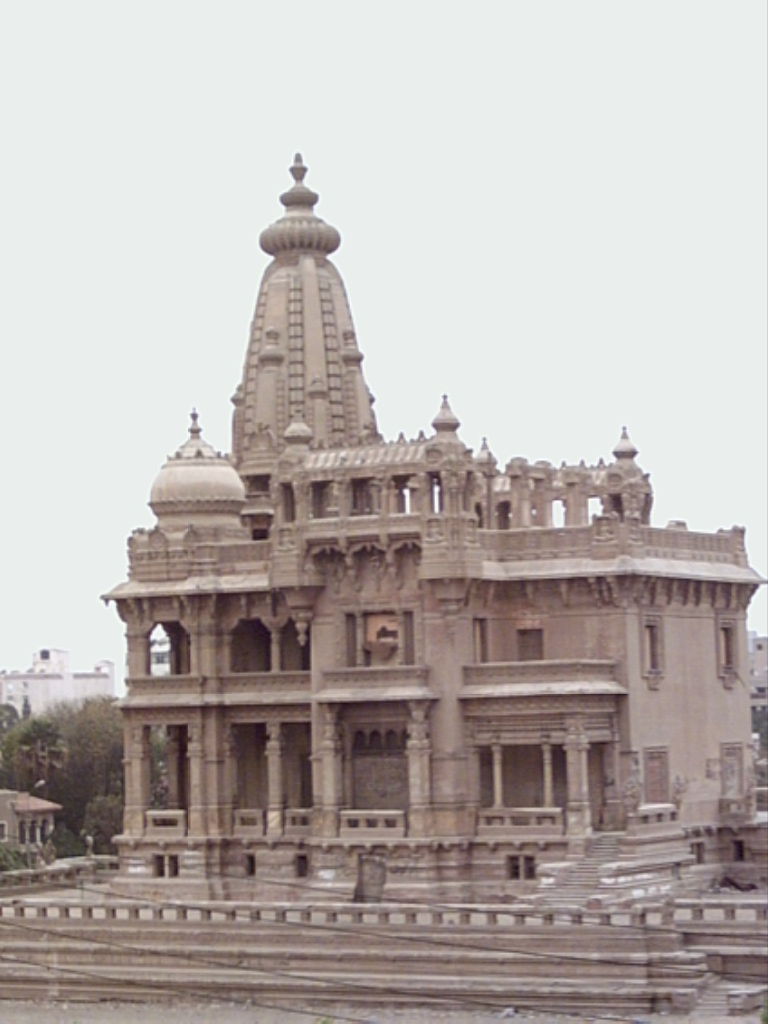
De Hindoevilla; ook wel het paleis van Empain of paleis van de baron geheten (Qasr Al-Baron)

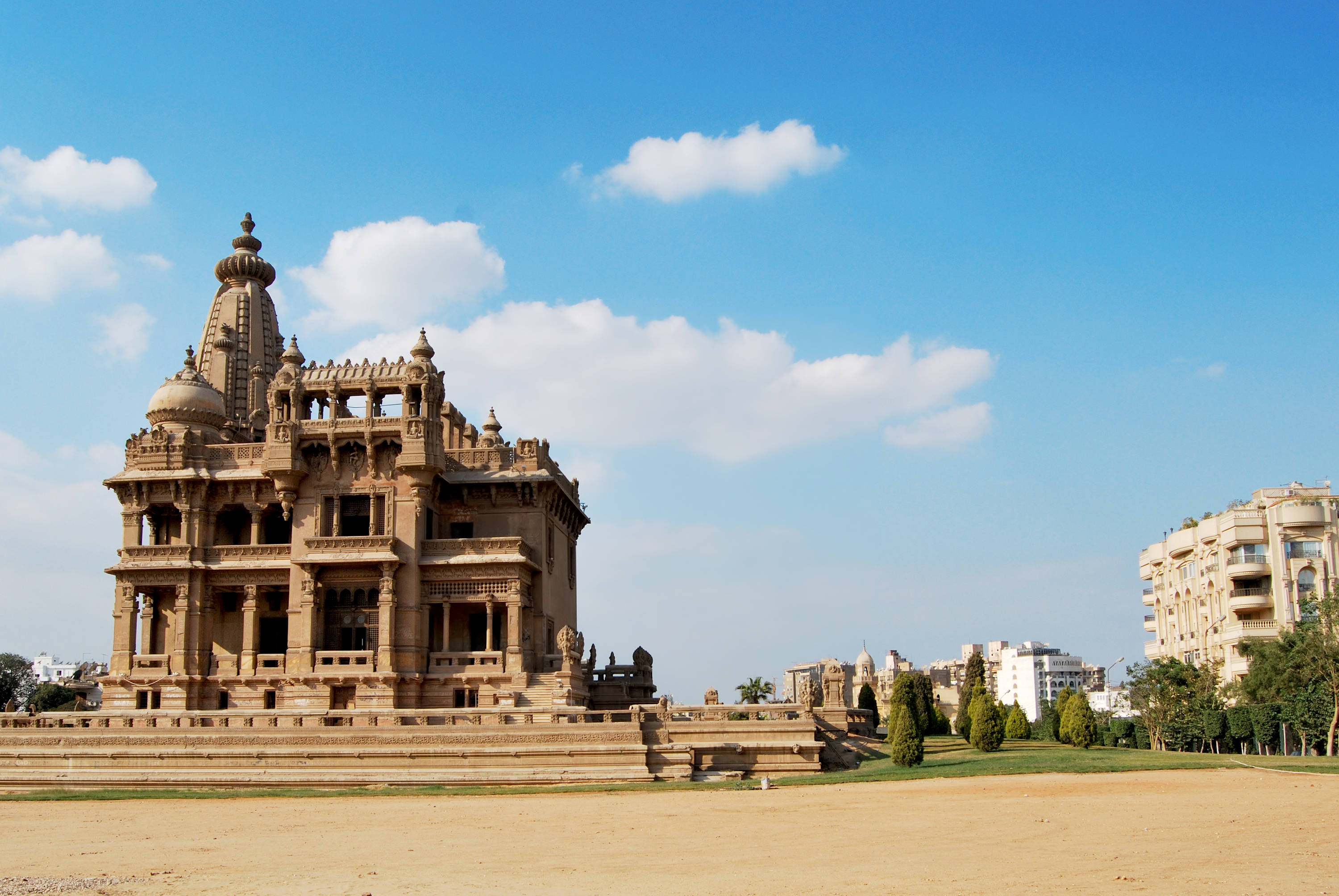
Achterzijde van de Hindoevilla van baron Empain

Deze villa ligt langs de weg van de nationale luchthaven naar Caïro. Het gebouw verkeert in een bouwvallige staat, maar toch blijft het opmerkelijk. De mysterieuze, ietwat spookachtige sfeer die deze groteske villa uitstraalt, laat weinigen koud. De villa werd gebouwd tussen 1907 en 1910. De buitenkant is ontworpen door Alexandre Marcel. Decorateur Georges-Louis Claude versierde de binnenkant. De vele oosterse elementen doen denken aan het Cambodjaanse Angkor Wat. Meteen vallen de vele beelden op van olifanten, slangen, draken en afbeeldingen van Shiva en Krishna. Bovendien is het gebouw een baanbrekend voorbeeld van modern gebruik van beton.
Empain woonde zelf een tijdje in het de villa, en na hem ook nog familieleden van hem. In 1957 (5 jaar na de revolutie die Nasser aan de macht bracht) werd de villa door zijn erfgenamen verkocht. Sindsdien werd er decennialang weinig aandacht aan besteed, dit verklaart de huidige staat. Het werd de geliefkoosde trekplaats van vandalen en vleermuizen. De toeristen werden geweerd, een bezoek was onmogelijk tenzij men de wachters omkocht.
Sinds 2005 is de locatie in het bezit van de Egyptische overheid. Ondertussen heeft men de tuin onder handen genomen, en volgens de Egyptische minister van Oudheden is er eind november 2016 een begin gemaakt met de voorbereiding van eerste fase van de renovatie van het gebouw. In de tuinen worden af en toe voorstellingen gegeven. De bedoeling is in de villa een museum in te richten.